# Saccolongo
Saccolongo és un municipi situat al territori de la província de Pàdua, a la regió de Vèneto, (Itàlia).
Saccolongo limita amb els municipis de Cervarese Santa Croce, Mestrino, Rubano, Selvazzano Dentro, Teolo i Veggiano.